# 亨泽尔引理
亨泽尔引理（英語：Hensel's Lemma）是数学中模算术的一個结论。亨泽尔引理说明，如果一个模p（p是给定的质数）的多项式方程有一个单根，则可以通过这个根求出该方程在模p的更高次方时的根。在完备交换环（包括p进数）中，亨泽尔引理被看作是类似于牛顿法的渐进求根方法。由于p进数分析在某些方面比实分析更加简单，亨泽尔引理可以加强为多项式方程有根的判定方法。

## 定理内容
設{\displaystyle f(x)}為整係數多項式，{\displaystyle k}為不少於2的整數，{\displaystyle p}為質數。若整數{\displaystyle r}是下面同餘式的根：
{\displaystyle f(r)\equiv 0{\pmod {p^{k-1}}}.}
對於
{\displaystyle f(r+tp^{k-1})\equiv 0{\pmod {p^{k}}}}  （I）
，則有：
- 若{\displaystyle f'(r)\not \equiv 0{\pmod {p}}}，則存在唯一的整數{\displaystyle 0\leq t\leq p-1}使得（I）成立。

{\displaystyle tf'(r)\equiv -(f(r)/p^{k-1}){\pmod {p}}.\,}
- 若{\displaystyle f'(r)\equiv 0{\pmod {p}}} 且 {\displaystyle f(r)\equiv 0{\pmod {p^{k}}}} ，則（I）對任意整數t成立。
- 若{\displaystyle f'(r)\equiv 0{\pmod {p}}} 但 {\displaystyle f(r)\not \equiv 0{\pmod {p^{k}}}}，則（I）無整數解。

## 證明
亨澤爾引理可用泰勒公式證明。
{\displaystyle f(r+tp^{k-1})=f(r)+tp^{k-1}f'(r)+{\frac {1}{2}}t^{2}p^{2(k-1)}f''(r)+{\frac {1}{6}}t^{3}p^{3(k-1)}f'''(r)+...}
因此可見，由第三項開始，都必能被{\displaystyle p^{k}}整除。因此：
{\displaystyle f(r+tp^{k-1})\equiv f(r)+tp^{k-1}f'(r){\pmod {p^{k}}}}

## 推廣
若{\displaystyle K}為完備局域。設 {\displaystyle {\mathcal {O}}_{K}}為{\displaystyle K}的整數環，設{\displaystyle f(x)}為係數在 {\displaystyle {\mathcal {O}}_{K}}的多項式，若存在 {\displaystyle \alpha _{0}\in {\mathcal {O}}_{K}}使得
{\displaystyle |f(\alpha _{0})|<|f'(\alpha _{0})|^{2}}
則{\displaystyle f(x)}有根{\displaystyle \alpha \in K}。
且：
1. {\displaystyle \alpha _{i+1}=\alpha _{i}-{\frac {f(\alpha _{i})}{f'(\alpha _{i})}}} 趨近{\displaystyle \alpha }
2. {\displaystyle |\alpha -\alpha _{0}|\leq |{\frac {f(\alpha _{i})}{f'(\alpha _{i})}}|<1}

這個引理其中一個重要應用就是在域為p進數的情形。